# Hydrogen Jukebox

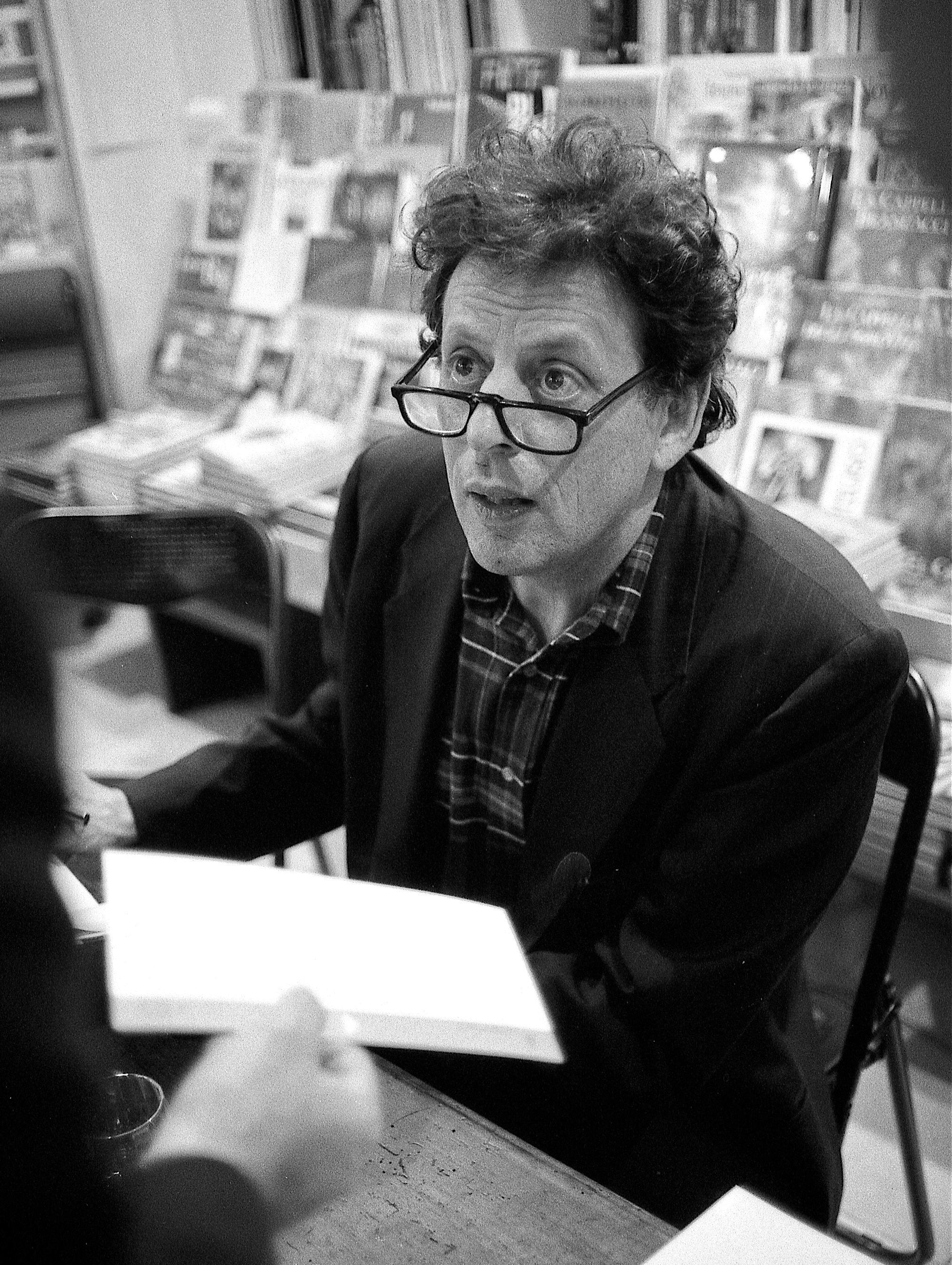
Philip Glass

Hydrogen Jukebox är en kammaropera med musik av Philip Glass och text av beatnikpoeten Allen Ginsberg. Titeln är hämtad från en fras ur Ginsbergs dikt Howl (1956).

## Historia
Glass sa om projektet:
"1988...råkade jag möta Allen Ginsberg på St. Mark's Bookshop i New York och jag frågade honom om han ville uppträda med mig. Vi befann oss i poesiavdelningen och han tog ut en bok från hyllan och visade mig sin dikt Wichita Vortex Sutra. Dikten, som skrevs 1966 och behandlade tidens krigsmotstånd, var synnerligen lämpad för tillfället. Jag komponerade ett pianostycke som följde Allens uppläsning, som ägde rum på Schubert Theater på Broadway.
"Allen och jag uppskattade verkligen samarbetet så mycket att vi snart började tala om att utöka vår föreställning till en helaftonsföreställning med musik och teater. Detta inträffade precis efter 1988 års presidentval och varken Bush eller Dukakis verkade tala om något om det som pågick omkring dem. Jag kommer ihåg att jag sa till Allen, om de där två inte kommer tala om det så måste vi göra det."
Stycket var tänkt att spegla Amerika från 1950-talet fram till det sena 1980-talet. Glass och Ginsbergs intention var att inkorporera Ginsbergs personliga dikter över sociala ämnen: krigsmotståndet, den sexuella revolutionen, droger, österländsk filosofi och ekologism. De sex sångpartierna var tänkta att representera sex arketypiska amerikanska karaktärer: en servitris, en polis, en affärsman, en hejaklacksledare, en präst och en mekaniker.
Ginsberg sa:
"Syftet med Hydrogen Juxebox, dess uppbyggnad, det hemliga budskapet, den hemliga aktiviteten, är att förlösa mänskligt lidande genom någon form av upplysande kunskap av olika teman, ämnen, besattheter, neuroser, svårigheter, problem, perplexa ting som vi möter när vi närmar oss slutet på millenniet."  
"Titeln Hydrogen Jukebox kommer från en vers i dikten Howl: '...listening to the crack of doom on the hydrogen jukebox...' Det symboliserar en stat med tilltron till high-tech, en psykologisk stad där människorna har nått gränsen för sin tilltro till civilisationens militära  jukebox, ett djupt industriellt skrik, eller en musik som skakar om kroppen och genomtränger nervsystemet liksom en vätebomb kan göra, en påminnelse om apokalypsen."
Verket hade premiär den 26 maj 1990 på Spoleto Music Festival i Charleston i South Carolina. Men scenversionen hade haft premiär en månad tidigare vid the American Music Theater Festival som hölls på the Plays and Players theater, 1714 Delancey Place i Philadelphia i Pennsylvania den 26 april. Den spelades där fram till den 6 maj då det hela avslutades med en föreställning för speciellt inbjudna gäster då även Philip Glass och Allen Ginsberg medverkade.

## Sånger

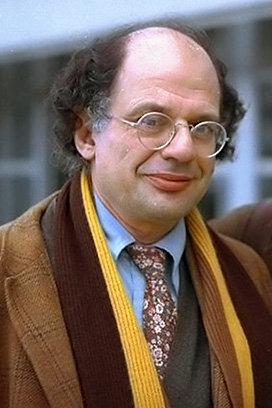
Allen Ginsberg

### Del ett
- "Song #1 from Iron Horse"
- "Song #2 Jahweh and Allah Battle"
- "Song #3 from Iron Horse"
- "Song #4 To P. O."
- "Song #5 from Crossing Nation; Over Denver Again; Going to Chicago and To Poe: Over the Planet, Air Albany-Baltimore"
- "Song #6 from Wichita Vortex Sutra'

### Del två
- "Song #7 from Howl"
- "Song #8 from Cabin in the Rockies"
- "Song #9 from Nagasaki Days (Numbers in Red Notebook)"
- "Song #10 Aunt Rose"
- "Song #11 from The Green Automobile"
- "Song #12 from N. S. A. Dope Calypso"
- "Song #13 from Nagasaki Days (Everybody's Fantasy)"
- "Song #14 Ayers Rock/Uluru Song and "Throw out the Yellow Journalists...""
- "Song #15 Father Death Blues (from Don't Grow Old)"

## Deltagare
Premiären (Spoleto festivals)
- Martin Goldray - dirigent
- Philip Glass - piano
- Phillip Bush - keyboard
- Alan Johnson - keyboard
- Nelson Padgett - keyboard
- Jack Kripl - träblåsare
- Rex Benicasa & James Pugliese- slagverk
- Richard Peck  Jr-  träblåsare
- Suzan Hanson - sopran
- Darynn Zimmer - sopran
- Linda Thompson - mezzosopran
- Richard Fracker - tenor
- Thomas N. Potter - baryton
- James Butler - bas
- Allen Ginsberg - berättare
- Jerome Sirlin - scenograf

Inspelning: 
- Martin Goldray - keyboard, dirigent
- Philip Glass - piano
- Carol Wincenc - flöjt
- Andrew Sterman - sopransaxofon, basklarinett
- Frank Cassara & James Pugliese- slagverk
- Richard Peck - tenorsaxofon
- Elizabeth Futral - sopran
- Michele Eaton - sopran
- Mary Ann Hart - mezzosopran
- Richard Fracker - tenor
- Gregory Purnhagen - baryton
- Nathaniel Watson - baryton
- Allen Ginsberg - berättare
- Jerome Sirlin - scenograf